# Nightworld
Nightworld es una película de  suspense, dirigida por Patricio Valladares y protagonizada por Robert Englund y Jason London en 2017. Se ha estrenado en cines en EE. UU. y en Europa se espera su estreno para el año 2018.  

## Sinopsis
Brett Irlam, un oficial de LAPD, acepta un nuevo trabajo como jefe de guardia de seguridad de un viejo edificio ubicado en la capital de Bulgaria, Sofía, y es aquí en donde empieza a experimentar una serie de sucesos bizarros y aterradores; una vez que comienza a indagar a fondo sobre la siniestra historia del edificio, y sobre el oscuro pasado de los dueños del lugar así como de sus empleados, Brett pronto descubre una fuerza malévola en el sótano, la cual a toda costa, y encima de cualquiera, tratará de salir hacia el mundo.

## Reparto
- Jason London como Brett.
- Robert Englund como Jacob.
- Gianni Capaldi como Martin.
- Lorina Kamburova   como Zara.
- Diana Lyubenova   como Ana.
- Atanas Srebrev   como Alex.
- Nikolay Valentinov Lukanov  como Goran.
- John Strong   como Pritchard.